# Urška Arlič Gololičič
Urška Arlič Gololičič, slovenska operna pevka - sopranistka, * 19. julij 1980, Celje.
Mladost je preživela v Šentjurju. Diplomirala je na ljubljanski glasbeni akademiji. Svoj debut je odpela v operi Carmen v Teatr Muzyczny v Lublinu na Poljskem. 
Od leta 2013 je zaposlena kot solistka v Slovenskem narodnem gledališču Opera in balet Ljubljana, redno gostuje tudi v opernih hišah in orkestrih v Sloveniji in po svetu.